# Phú Lợi, Thành phố Hồ Chí Minh
Phú Lợi là một phường thuộc Thành phố Hồ Chí Minh, Việt Nam.

## Địa lý
Phường Phú Lợi nằm ở phía đông thành phố Thủ Dầu Một, có vị trí địa lý:
- Phía đông giáp thành phố Thuận An và thành phố Tân Uyên
- Phía tây giáp phường Hiệp Thành
- Phía nam giáp phường Phú Hòa
- Phía bắc giáp phường Phú Mỹ và phường Phú Tân.

Phường Phú Lợi có diện tích 7,13 km², dân số năm 2021 là 33.031 người, mật độ dân số đạt 4.633 người/km².

## Lịch sử
Phường Phú Lợi được thành lập vào ngày 12 tháng 10 năm 2003 trên cơ sở điều chỉnh 735 ha diện tích tự nhiên và 13.927 người của phường Phú Hòa.
Ngày 9 tháng 6 năm 2008, Chính phủ ban hành Nghị định số 73/2008/NĐ-CP. Theo đó, điều chỉnh 53,44 ha diện tích tự nhiên của xã Phú Mỹ về phường Phú Lợi quản lý.
Sau khi điều chỉnh địa giới hành chính, phường Phú Lợi có 697,67 ha diện tích tự nhiên và 21.541 người.

## Hành chính
Phường Phú Lợi được chia thành 9 khu phố: 1, 2, 3, 4, 5, 6, 7, 8, 9.

## Văn hóa
- Trung tâm thương mại chợ Đình
- Sư đoàn 7
- Đình thần Phú Lợi
- Trung tâm thể thao phường Phú Lợi
- Di tích nhà tù Phú Lợi